# Марко Силва
Марко Алешандре Сарайва да Силва (на португалски: Marco Alexandre Saraiva da Silva), роден на 12 юли 1977 г. в Лисабон, Португалия, е бивш португалски футболист, десен защитник, и настоящ треньор.

## Кариера

### Кариера като футболист
Футболната му кариера не преминава особено бляскаво. За 15 години като футболист записва само два мача в Примейра Лига - един с екипа на родния си Белененсеш и един с Кампомайорензе. В останалото време се състезава с различни отбори във втора и трета дивизия на Португалия. През 2005 година се присъединява към Ещорил, с чийто екип приключва състезателната си кариера през 2011 година, на 34-годишна възраст.

### Кариера като треньор
Силва изиграва последния си мач на 2 януари 2011 г. През юни е назначен за спортен директор на бившия си отбор Ещорил. Последвалия слаб старт на сезона става причина Силва да поеме лично отбора. Под неговото ръководство Ещорил записва само 3 загуби в общо 24 мача, което е достатъчно, за да се завърне в елита за пръв път от 7 години, а Силва да бъде избран за Треньор на годината.
През дебютния си сезон като треньор в Примейра лигата извежда тима си до 5-о място в крайното класиране, което дава право на участие в Лига Европа. През следващия сезон постижението е дори подобрено, като отбора завършва на 4-то място, отново класирайки се за Лига Европа.
На 21 май 2014 г. застава начело на Спортинг Лисабон, заменяйки на поста Леонардо Жардим. Под негово ръководство отборът завършва на трето място в следващия сезон и печели Купата на Португалия. Уволнен е на 4 юни 2015 г., като официална причина за това е, че Силва не е носил официалния костюм на отбора по време на мач.
На 8 юни 2015 г. е назначен за треньор на гръцкия Олимпиакос. В единствения си сезон начело на отбора записва победа като гост на Арсенал в Шампионската лига и печели първенството по впечатляващ начин, като печели 28 от 30 мача. Напуска на 23 юни 2016 г. поради лични причини.
На 5 януари 2017 г. е назначен за треньор на закъсалия във Висшата лига Хъл Сити. Договора му е до края на сезон 2016/17, а целта - да спаси Хъл от изпадане в Чемпиъншип. Въпреки че до последно се борят за спасение, „Тигрите“ губят битката с Уотфорд за спасителната 17-а позиция. След края на сезон 2016/17 напуска.

## Успехи
Като треньор
 Ещорил
- Шампион на втора португалска дивизия (1): 2011/12

 Спортинг Лисабон
- Носител на Купата на Португалия (1): 2014/15

 Олимпиакос
- Шампион на Гърция (1): 2015/16